# Jacques-André Rodrigue
Jacques-André Rodrigue, né le 30 novembre 1759 à La Rochelle (France) et décédé le  11 septembre 1844 à Ebensburg aux États-Unis, est l'un des plus importants planteurs de Saint-Domingue en 1793 lorsque éclate la révolte des esclaves qui entraîne le sac de sa ville Cap Français et l'oblige à fuir aux États-Unis, à Philadelphie, grâce à l'aide de cinq de ses esclaves, qui gagnent leur affranchissement dans cette aventure. 
À Philadelphie, Jacques-André Rodrigue devient l'une des figures des réfugiés français de Saint-Domingue en Amérique. Le 24 février 1798, il épouse à Philadelphie Marie-Jeanne d’Orlic, âgée de 16 ans et sœur d'un autre grand planteur réfugié aux États-Unis. Leur fils Aristide Rodrigue sera un médecin réputé, avant de créer le comté de Cambria en 1839-1840 puis le Territoire du Kansas. Un autre de ses fils, l'architecte William Rodrigue (1800-1867), a construit l'église Saint-Jean de Philadelphie qui est alors la capitale et la ville la plus peuplée des États-Unis, et a participé à la construction de la cathédrale St. Patrick de New York.
Son cercle d'amis incluait l'évêque John Carroll, signataire de la déclaration d'indépendance américaine, l'éditeur de presse Mathew Carey, le financier Stephen Girard, et le frère de sa bru Margaret Hughes (épouse de son fils William Rodrigue), ou encore John Hughes (en), qui devint archevêque de New York.
En 1854, son fils Aristide Rodrigue s'installe dans le Territoire du Kansas avec le Colonel Albert Boone, petit-fils de Daniel Boone, le fondateur du Kentucky. Tous deux fondent la ville de Lecompton (appelée à ses débuts Bald Eagle, ou Aigle chauve) qui devient la capitale de ce qui n'est encore que le Territoire du Kansas mais déjà le centre du mouvement pro-esclavagisme.
Jacques-André (ou André-Jacques) Rodrigue est né à La Rochelle, Aunis, France, le 30 novembre 1759, et est décédé à Ebensburg le 11 septembre 1844. Ses parents étaient Michel de Fonds dit Rodrigue (4 juillet 1710, Port-Royal, Acadie — 9 avril 1777, La Rochelle), seigneur de Cursay, négociant et armateur, trésorier de France au bureau des finances de la généralité de La Rochelle et échevin de La Rochelle, et Marguerite Lartigue. Son grand-père paternel, Jean de Fonds dit Rodrigue (ca 1686, probablement à Viana do Castelo, Portugal — 27 septembre 1733, Hôtel-Dieu de Québec) s'était établi en Acadie au début du XVIIIe siècle et y épouse la fille d'Alexandre Le Borgne de Belle-Isle.